# Еса Ларссон
Еса Елена Ларссон (швед. Åsa Elena Larsson; нар. 28 червня 1966, Уппсала) — шведська письменниця, авторка серії книг про нишпорку Ребекку Мартінссон. Онука олімпійського лижника Еріка Августа Ларссона
.

## Життєпис
Майбутня новелістка народилася 1966 року в Уппсалі, але провела своє дитинство в  Кіруні. Закінчила юридичний факультет Уппсальского університету. Її перший роман «Сонячна буря» був виданий в 2003 році, а сама авторка отримала нагороду Шведської асоціації детективних письменників як найкраща дебютантка року. За цим твором був знятий фільм шведського виробництва. Наступні її роботи також удостоювалися престижних премій і позитивних відгуків у критичному й читацькому середовищах. Нині проживає в Швеції.
 Про себе Еса говорить:

«Може бути, я типова дитина-одиначка. Коли я думаю про моє дитинство, я бачу бліду дитину, яка сиділа в будинку і писала, писала. За винятком літа у бабусі, коли я і мої двоюрідні брати жили вільними і дикими на вулиці. Іноді я прагну побути на самоті. У той же час я занадто турбуюся про те, що саме люди думають про мене. Написання книг лікує самотність, занепокоєння, і мою тугу за домом, за Кіруні».

### Інше
- 2003— Upptäck jorden
- 2005 — Aurinkomyrsky
- 2007 — Systrarna Hietala (short stories)
- 2009 — Guds starka arm (with Lena Andersson) (short stories)
- 2012 — Tjernaja tropa